# ائتلاف كبير (ألمانيا)
يصف الائتلاف الكبير (بالألمانية: Große Koalition)، في السياسة الألمانية الحالية، ائتلافاً حاكما مكون من ائتلاف الاتحاد الديمقراطي المسيحي / الاتحاد الاجتماعي المسيحي (CDU / CSU) والحزب الديمقراطي الاجتماعي الألماني، نظراً لكونهم تاريخياً الأحزاب الرئيسية ‏ في معظم انتخابات الولايات والانتخابات الفيدرالية منذ عام 1949. قد يتغير معنى المصطلح بسبب نمو بعض الأحزاب الصغيرة ‏ سابقاً في السنوات الأخيرة.

## جمهورية فايمار (1919–1933)
في جمهورية فايمار من 1919 إلى 1933 ، استُخدم مصطلح "الائتلاف الكبير ‏" للإشارة إلى ائتلاف ضم الحزب الديمقراطي الاجتماعي الألماني (SPD) وحزب الوسط الكاثوليكي والحزب الديمقراطي (DDP) وحزب الشعب ‏ (DVP). كان مثل هذا الائتلاف في السلطة في عام 1923 ومن عام 1928 حتى عام 1930، على الرغم من أن هذا التحالف كان عبارة عن مجموعة من الأحزاب ذات المصالح المتضاربة إلى حد ما والتي تجمعت معاً كضمان للديمقراطية ضد الأحزاب السياسية الراديكالية تحدياً الحزب النازي والحزب الشيوعي، تفكك التحالف الكبير، مع استقالة الحزب الاشتراكي الديمقراطي بسبب القضية المثيرة للجدل المتمثلة في زيادة اشتراكات التأمين الوطنية للموظفين في وقت كانت فيه الأجور تتدهور.

## الجمهورية الفيدرالية (1949–)

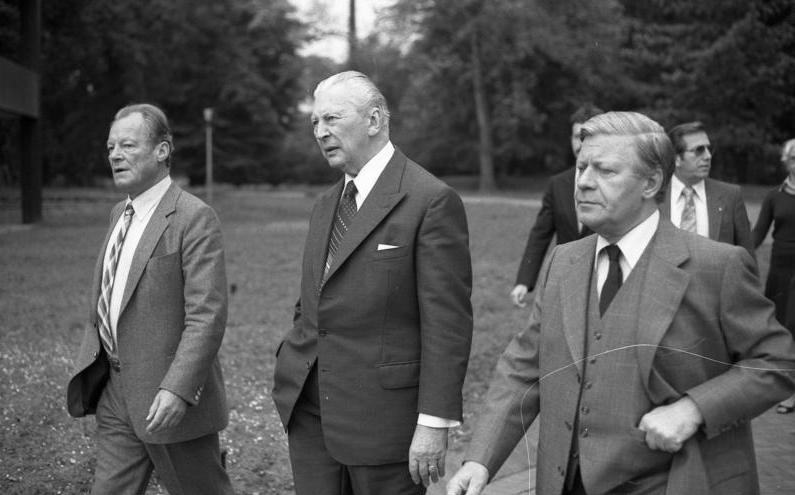
بعد عشر سنوات من تحالفهم: ويلي براندت (يسار) وكورت غيورغ كيزينغر (وسط) والمستشار هلموت شميت (يمين)

في سياسة ألمانيا بعد الحرب تم تشكيل أربعة تحالفات كبرى على المستوى الفيدرالي من خلال بوندستاغ.

### حكومة كيزينغر (1966–1969)
في 1 كانون الأول / ديسمبر 1966، تم تشكيل الحكومة من قبل الحزب الديمقراطي الاجتماعي الألماني والاتحاد الديمقراطي المسيحي، وهما الحزبان السياسيان الرئيسيان في جمهورية ألمانيا الاتحادية. كان ذلك نتيجة للجدل حول الزيادات الضريبية بين ائتلاف الاتحاد الديمقراطي المسيحي / الاتحاد الاجتماعي المسيحي والحزب الديمقراطي الحر (FDP) في ذلك الوقت. استقال وزراء الحزب الديمقراطي الحر وشُكلت حكومة جديدة مع الحزب الاشتراكي الديمقراطي بقيادة كورت غيورغ كيزينغر من حزب الاتحاد الديمقراطي المسيحي. كان الائتلاف الكبير يسيطر على 90٪ من بوندستاغ (468 مقعد من 518 مقعد)، مما أصاب بعض الطلاب الناشطين سياسياً بخيبة أمل؛ أدت خيبة الأمل هذه إلى تشكيل حركة معارضة خارج بوندستاغ التي شكلت نواة من الحركة الطلابية الألمانية. استمر تحالف كيزينغر الكبير حتى عام 1969.

### حكومات ميركل الأولى والثالثة والرابعة (2005-2009 ، 2013-2018 ، 2018–)
بعد النتيجة غير الحاسمة للانتخابات الفيدرالية الألمانية عام 2005، لم يتمكن أي من الائتلافات التقليدية من تشكيل حكومة أغلبية. كان هناك ائتلاف آخر محتمل، يتكون من الحزب الاشتراكي الديمقراطي، وحزب الخضر، وحزب الاشتراكية الديمقراطية (PDS)، ولكن الرغبة في استبعاد حزب الاشتراكية الديمقراطية (وهو الحزب الذي خلف حزب الوحدة الاشتراكية الحاكم في ألمانيا الشرقية) من الحكومة أدت إلى اتفاق قادة كلاً من الحزب الاشتراكي الديمقراطي وائتلاف الاتحاد الديمقراطي المسيحي / الاتحاد الاجتماعي المسيحي على تشكيل ائتلاف كبير مع زعيمة الاتحاد الديمقراطي المسيحي أنغيلا ميركل كمستشارة وعدد متساو من المقاعد الوزارية لكل حزب. تم انتخاب المستشارة في 22 تشرين الثاني / نوفمبر، وتولت حكومة ميركل الأولى مهامها. انتهى التحالف الكبير الثاني في تاريخ ألمانيا، بعد الانتخابات الفيدرالية لعام 2009، وتم الاتفاق على ائتلاف بين الاتحاد الديمقراطي المسيحي / الاتحاد الاجتماعي المسيحي والحزب الديمقراطي الحر، وبالتالي تشكيل حكومة ميركل الثانية.
بعد انتخابات 2013 وفي 27 تشرين الثاني / نوفمبر 2013، تم تشكيل ائتلاف كبير ثالث من قبل الاتحاد الديمقراطي المسيحي / الاتحاد الاجتماعي المسيحي والحزب الديمقراطي الاشتراكي. مرة أخرى، كان من الممكن تشكيل حكومة يسار وسط مع الحزب الاشتراكي الديمقراطي، وحزب الخضر، واليسار (الحزب الذي خلف حزب الاشتراكية الديمقراطية)، ولكن تم تشكيل تحالف كبير بدلاً من ذلك. حصل حينها مصطلح GroKo (اختصار لـ Große Koalition) على لقب كلمة العام في ألمانيا ‏ لعام 2013.